# L'Heure espagnole
L'Heure espagnole és una òpera en un acte de Maurice Ravel, amb llibret de Franc-Nohain, basat en una comèdia del mateix escriptor. S'estrenà a l'Opéra-Comique de París el 19 de maig de 1911. A Catalunya es va estrenar al Liceu de Barcelona el 21 de desembre de 1965.

## Sinopsi

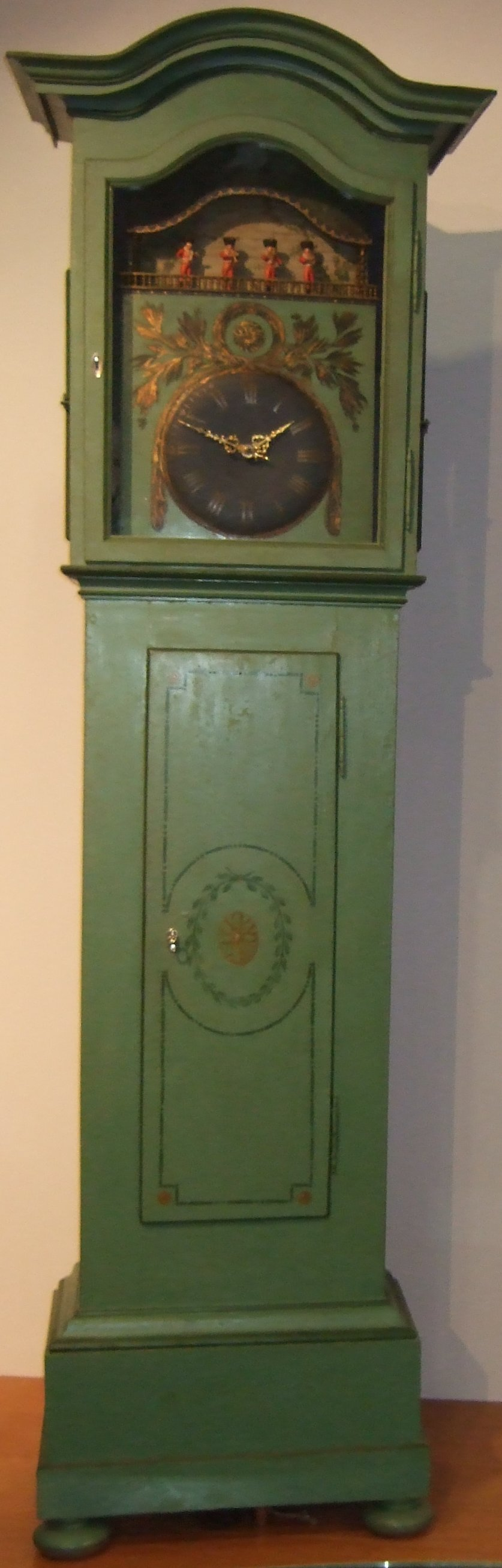
Un rellotge

Temps: segle xviii
Lloc: el taller del rellotger Torquemada, a Toledo, Espanya.
L'opera es desenvolupa en 21 escenes, amb una introducció orquestral.
Torquemada es troba al seu taller quan el mulater Ramiro s'atura perquè repare el seu rellotge, mentre que ell fa la seua feina de recollir el correu de la ciutat. És dijous, el dia en què Torquemada ha de donar corda als rellotges municipals, de manera que Ramiro ha d'esperar. La muller de Torquemada, Concepción, aprofita l'absència del seu marit tots els dijous per a organitzar una cita amb el seu amant Gonzalve, però avui la presència de Ramiro suposa un entrebanc als seus plans. Per això li demana al mulater que introduisca un dels dos grans rellotges de peu que hi ha al taller al seu dormitori, amb la intenció d'allunyar-lo, i ell hi obeeix.
Arriba Gonzalve, i es mostra molt inspirat per la poesia, però no pas per l'amor, com Concepción hauria desitjat. En tornar Ramiro, ella el torna a enviar a dins, dient que s'ha equivocat de rellotge, i que ara l'ha de portar escales avall. Aleshores a Concepción se li acudeix amagar Gonzalve dins del rellotge, i així Ramiro el pujarà al dormitori sense sospitar res. En amagar-se Gonzalve, apareix el banquer Don Íñigo, un pretendent de Concepción. Ella es mostra preocupada per si la sorprèn Gonzalve, o el mulater, en situació tan compromesa. En tornar Ramiro, ella el persuadeix de carregar el rellotge en què està amagat Gonzalve, i l'acompanya al dormitori amb l'excusa que la maquinària és massa fràgil.
Per la seua banda, Don Íñigo s'amaga també a l'altre rellotge, amb la intenció de donar una agradable sorpresa a la seua estimada, el que li costa bastant, perquè està massa gros. Ramiro baixa, tot esfufegant i queixant-se de no comprendre les dones. Concepción no tarda a baixar: aparentment s'ha fartat dels versos de Gonzalve, que no li serveixen per aplacar la seua set d'amor, i demada a Ramiro que torne a baixar el rellotge. En adonar-se que Don Íñigo s'ha amagat a l'altre rellotge, li demana que isca, però el pobre home no pot perquè està massa encaixat. Com ara, a Concepción, li abelleix passar una estona al dormitori amb Don Íñigo, li demana a Ramiro que puge l'altre rellotge.
Però aquesta vegada, Concepción tampoc no tarda a aparèixer. Si el jove estudiant només s'ocupava de la poesia, ara el banquer no pot sortir del rellotge. Ramiro s'ofereix a carregar l'altre rellotge escales avall. Impressionada per la facilitat amb què Ramiro carrega amb els rellotges (i el pes que contenen), Concepción comença a sentir-se atreta pel mulater, a més, està desesperada perquè el seu marit està a punt d'arribar i encara no ha gaudit de la seua desitjada aventura amorosa. Ramiro li pregunta quin rellotge ha de pujar ara, i ella li proposa que l'acompanye al dormitori "sense rellotges".
Amb Gonzalve i Don Íñigo tancats als rellotges, apareix Torquemada, qui torna de la seua feina oficial. Els dos homes amagats aconsegueixen escapolir-se dels respectius rellotges, Don Iñígo amb l'ajut del forçut Ramiro, però són descoberts per un estupefacte Torquemada. Per a salvar la pell, cadascun d'ells es veu obligat a comprar un rellotge. Ara Concepción té un nou amant, però haurà d'esperar que torne per reparar el seu rellotge.

## Orquestració
| Fustes - flautí - 2 flautes - 2 oboès - corn anglès - 2 clarinets en La - clarinet baix en Si bemoll - 2 fagots - sarrussòfon Metalls - 4 trompes en Fa - 2 trompetes en Do - 3 trombons - tuba contrabaix en Do | Percussió - timbales - bombo - plats - molles - tabal - tamtam - triangle - Castanyoles - fuet - cascavells - campanes tubulars - glockenspiel - xilòfon - 3 rellotges de pèndol | Teclat - Celesta Corda - violins - violes - violoncels - contrabaixos - 2 arpes |

## Enregistraments selectes
- VAI VAIA CD 1073: Jeanne Krieger (Concepción); Louis Arnoult (Gonzalve); Raoul Gilles (Torquemada); J. Aubert (Ramiro); Hector Dufranne (Don Íñigo Gómez),Orquestra dirigida per Georges Truc l'any 1929, enregistrament supervisat pel compositor.
- Decca. Suzanne Danco (Concepción); Paul Derenne (Gonzalve); Michel Hamel (Torquemada); Heinz Rehfuss (Ramiro); André Vessières (Don Íñigo Gómez), Orchestre de la Suisse Romande, dirigida per Ernest Ansermet
- Deutsche Grammophon 138 970 (originalment en LP): Jane Berbié, Jean Giraudeau, Gabriel Bacquier, Michel Sénéchal, José van Dam; Orchestre National, París; Lorin Maazel, director
- Erato ECD 75318: Elisabeth Laurence, Tibère Raffalli, Michel Sénéchal, Gino Quilico, François Loup; Nouvel Orchestre Philharmonique; Armin Jordan, director[2]
- Deutsche Grammophon (20 de juliol de 1999). André Previn, London Symphony Orchestra, John Mark Ainsley, Kimberly Barber, David Wilson-Johnson, Georges Gautier, Kurt Ollmann.